# Ulica Wielka w Poznaniu

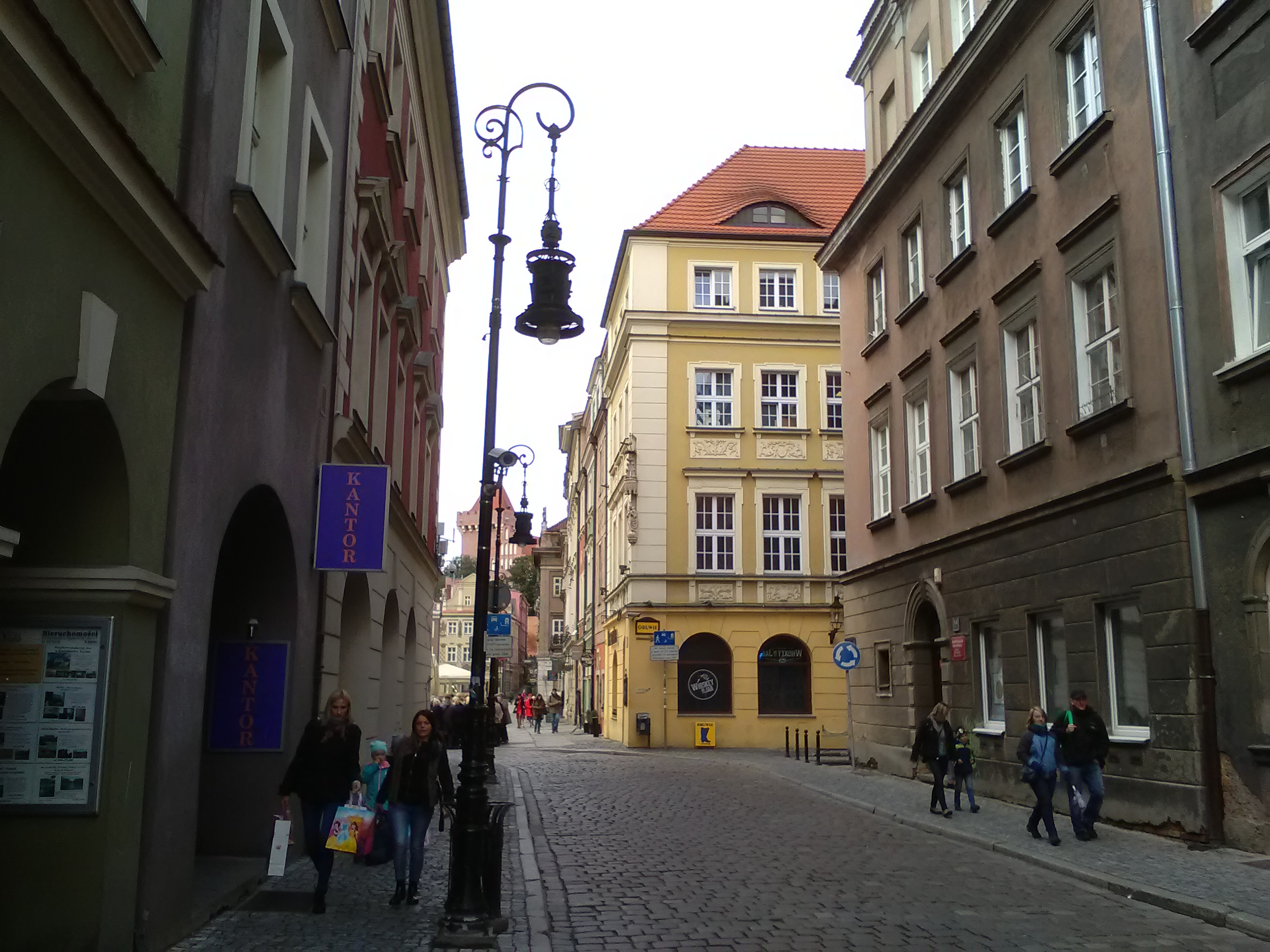
Część przy Starym Rynku

Ulica Wielka (d. Tumska, Szeroka) – ulica w Poznaniu na Starym Mieście, na osiedlu Stare Miasto biegnąca od Starego Rynku w kierunku wschodnim. W średniowieczu nosiła nazwę Tumska (platea summi) oraz Wielka (platea magna), do 1919: Breitestrasse, 1919–1939: Szeroka, 1939-1945: Breitestrasse, od 1945: Wielka. W ciągu ulicy zlokalizowana była brama stanowiąca element murów miejskich.

## Historia
Ulica została wytyczona w 1253, wraz z lokacją miasta. W średniowieczu i w okresie I Rzeczypospolitej należała do najludniejszych i najważniejszych w mieście. Wychodząc z północno-wschodniego narożnika Rynku łączyła go z Bramą Wielką (rozebraną na początku XIX wieku; w 1996 odkryto jej XVI-wieczne fragmenty), Chwaliszewem, Ostrowem Tumskim (katedrą), a dalej wyprowadzała ruch w kierunku wschodnim: Warszawy, Torunia i Gdańska. Miała charakter przede wszystkim rzemieślniczy, z przewagą rzemiosł skórzanych (głównie kuśnierze) i metalowych, ze szczególnym udziałem złotników.
Ulica i fasady zlokalizowanych przy niej kamienic zostały prawie całkowicie przebudowane po II wojnie światowej. Również wylot traktu w stronę Chwaliszewa i Mostu Chwaliszewskiego (obecnie plac Międzymoście) wyglądał przed wojną zupełnie inaczej i był ściśle zabudowany kamienicami.

## Obiekty
W czasach I Rzeczypospolitej jedną z najokazalszych kamienic miejskich, był wzorowany na Pałacu Górków, budynek pod obecnym numerem 1. Zajmował kilka parceli, dysponował sadzawką i arkadowymi krużgankami otaczającymi z dwóch stron dziedziniec. Od strony ul. Żydowskiej miał dwupiętrowe skrzydło boczne. W obecnej kamienicy przez kilkanaście lat po II wojnie światowej działał klub studencki Od Nowa, powstały na fali odwilży popaździernikowej. Pod numerem 9 (na narożniku ulicy Szewskiej) stoi kamienica zaprojektowana przez Hugona Kindlera, architekta oraz członka rady miejskiej (1855-1930) i wzniesiona w 1896 lub 1894. Był to dom własny artysty, co przypominają elementy dekoracji nawiązujące do budownictwa. Kamienica nr 20 pochodzi z 1907 lub 1910. Wzniosło ją Towarzystwo Handlowe braci Panke z przeznaczeniem m.in. na dom towarowy. Jest jedną z pierwszych w Poznaniu budowli żelbetowych. Jej fasada cechuje się stylistyką secesji i wczesnego modernizmu (według Marcina Libickiego był to prawdopodobnie pierwszy w Poznaniu dom, który zerwał ze stylistyką historyzującą). Podobną funkcję pełniła kamienica pod numerem 21 należąca w przeszłości do przedsiębiorcy Otto Sterna, który miał również inne posesje przy ulicy Woźnej. Budynek ten ma charakterystyczne dekoracje z cegły glazurowanej.
W okresie międzywojennym ulica zasiedlona była w dużej mierze przez kupców i przemysłowców. Istniały tu m.in. kolektura loteryjna Juliana Langnera, drukarnia Józefa Goździejewskiego (nr 9), a także wydawnictwo Artura Gustowskiego specjalizujące się w ekonomicznych i handlowych periodykach naukowych (nr 10), przejęte później przez jego syna Lecha Gustowskiego, dyplomatę. Na południowym narożniku Garbar powstała po 1830 jedna z pierwszych w mieście cukierni prowadzona przez Włocha, Jakuba Prevostiego. W budynku numer 18 z 1902 mieszkał lekarz Zakładu dla Głuchoniemych na Śródce, Bolesław Broekere, jak również pracujący często za darmo na rzecz ubogich, doktor Kazimierz Rabski z Miłosławia. W tym samym budynku funkcjonowała wytwórnia cukierków i pierników Czesława Mielcarzewicza, a obok sklep kolonialny Cygański i Semma i hurtownia galanteryjna Leona Siega.
W połowie ulicy działało kino Corso, późniejszy Gong, zlikwidowany w latach 90. XX wieku. W 1932 wybuchł tutaj pożar w kabinie operatora, który doznał poważnych poparzeń przy próbie ratowania taśm filmowych.